# Jim Varney
James Albert „Jim“ Varney, Jr. (* 15. Juni 1949 in Lexington, Kentucky; † 10. Februar 2000 in White House, Tennessee) war ein US-amerikanischer Schauspieler.

## Leben
Varney besuchte nach der High School die Murray State University. Schon während seiner Schulzeit nahm er an Theateraufführungen teil. Ab Mitte der 1970er Jahre spielte er in verschiedenen Fernsehserien, von 1977 bis 1978 spielte er Seaman Broom in der Serie Einsatz Petticoat.
1980 erlangte er durch die von ihm entwickelte und in verschiedenen Werbespots eingesetzte Figur „Ernest“ landesweite Bekanntheit in den Vereinigten Staaten. Die Figur erwies sich als so erfolgreich, dass nach einigen Videoveröffentlichungen eine Fernsehserie und eine Reihe von Spielfilmen entstanden. Der erste Kinofilm Chaos im Camp spielte 25 Millionen US-Dollar ein. Varney wurde für seine Darstellung für die Goldene Himbeere nominiert. Für die Fernsehserie Hey Vern, It's Ernest wurde er 1988 mit einem Emmy ausgezeichnet. Bis 1998 entstanden insgesamt neun weitere Ernest-Filme. Da er stark auf seine Rolle festgelegt war, spielte er nur gelegentlich andere Rollen, unter anderem in Die Beverly Hillbillies sind los! und Daddy and them – Durchgeknallt in Arkansas, weiterhin sprach er die Rolle des Hundes Slinky Dog in den Walt Disney/Pixar Animationsfilmen Toy Story und Toy Story 2.
Varney starb am 10. Februar 2000 im Alter von 50 Jahren in White House an den Folgen von Lungenkrebs.

## Filmografie (Auswahl)
- 1978: Imbiß mit Biß (Alice)
- 1977–1979: Einsatz Petticoat (Operation Petticoat)
- 1987: Chaos im Camp (Ernest Goes to Camp)
- 1988: Ernst rettet Weihnachten (Ernest Saves Christmas)
- 1990: Chaos im Knast (Ernest Goes to Jail)
- 1991: Chaotisches Halloween (Ernest Scared Stupid)
- 1993: Die Chaos-Kanone (Ernest Rides Again)
- 1993: Die Beverly Hillbillies sind los! (The Beverly Hillbillies)
- 1994: Chaos in der Schule (Ernest Goes to School)
- 1995: Toy Story
- 1995: Chaos unterm Korb (Slam Dunk Ernest)
- 1997: Ernest in Afrika (Ernest Goes to Africa)
- 1997: Annabelle und die fliegenden Rentiere (Sprechrolle)
- 1998: Ernest geht zum Militär (Ernest in the Army)
- 1998: Ninja Kids - Mission Freizeitpark (als Lothar Zogg)
- 1999: Toy Story 2
- 2001: Atlantis – Das Geheimnis der verlorenen Stadt (Atlantis: The Lost Empire)
- 2001: Daddy and them – Durchgeknallt in Arkansas (Daddy and Them)

## Auszeichnungen
- 1988: Goldene-Himbeere-Nominierung für Chaos im Camp
- 1989: Emmy für Hey, Vern, It's Ernest!